# Clara de Bélgica
Clara de Bélgica, princesa de Bélgica (nacida en Bath, Reino Unido, el 18 de enero de 1974) es la esposa del príncipe Lorenzo de Bélgica y es topógrafa de profesión.

## Biografía
Clara Luisa es hija de Nicholas John Coombs, un hombre de negocios británico, y su esposa belga, Nicole Eva Mertens. Su familia se trasladó a Dion-le-Val, cerca de Bruselas, en la parte francófona, en el año 1977. Ella ha vivido por tanto en Bélgica desde los 3 años.
Se graduó en agrimensura y trabajaba en Brone & Oldenhove, una empresa de topografía, cuando en el año 2000 conoció al príncipe en una fiesta con amigos comunes.
Habla inglés, francés y holandés con fluidez.
Fue diagnosticada con cáncer en el 2019 y contagiada de COVID-19 en el 2020.

## Matrimonio y descendencia
El 12 de abril de 2003, se casó con el príncipe Lorenzo de Bélgica, el segundo hijo varón del rey Alberto II de Bélgica. La ceremonia civil se celebró en el Ayuntamiento de Bruselas, y la ceremonia religiosa tuvo lugar en la catedral de San Miguel y Santa Gúdula de Bruselas. El vestido de novia fue un diseño de Edouard Vermeulen. La novia fue declarada princesa de Bélgica en su propio derecho, poco antes de la ceremonia, el 1 de abril de 2003 y en su matrimonio, se convirtió en su alteza real la princesa Clara.
La pareja real tiene una hija, Su alteza real la princesa Luisa Sofía María de Bélgica, que nació el 6 de febrero de 2004. El 28 de junio de 2005, se anunció que la princesa Clara estaba embarazada de gemelos. Se esperaba que diese a luz en enero de 2006, pero, a raíz de complicaciones, ella dio a luz a los príncipes Nicolás Casimiro María y Emérico Augusto María el 13 de diciembre de 2005.

## Labor institucional
Como miembro de la familia real, la princesa Clara fue distinguida con el Gran Cordón de la Orden de Leopoldo. Ella participa en eventos públicos, como las celebraciones por el Día Nacional de Bélgica, y en los eventos de la familia real, como bodas y bautizos.
A diferencia de sus dos cuñadas, Matilde y Astrid, Clara no tiene ningún papel oficial definido.
De vez en cuando aparece en público acompañando a su marido, por lo general en apoyo de causas ambientales o de beneficencia hacia los animales. También es patrono principal de la Sociedad Coral de Bruselas, que cantó en la parte religiosa de la ceremonia de su matrimonio.

## Títulos y estilos
| ● 18 de enero de 1974-14 de abril de 2003: | Señorita Claire Louise Coombs                |
| ● 14 de abril de 2003-presente:            | Su alteza real la princesa Claire de Bélgica |

## Distinciones honoríficas

### Distinciones honoríficas belgas
- Dama Gran Cordón de la Orden de Leopoldo (12/04/2003).

### Distinciones honoríficas extranjeras
- Dama Gran Cruz de la Real Orden del Mérito de Noruega (Reino de Noruega, 20/05/2003).[2]
- Dama Gran Cruz de la Orden de la Corona (Reino de los Países Bajos, 20/06/2006).
- Dama Gran Cruz de la Orden del Infante Don Enrique (República Portuguesa, 08/03/2006).[3]

## Ancestros
|  |                                  |  |  |  |  |  |  |  |  |  |  |  |  |  |  |  |
|  | 16. Henry Arthur Coombs          |  |  |  |  |  |  |  |  |  |  |  |  |  |  |  |
|  |                                  |  |  |  |  |  |  |  |  |  |  |  |  |  |  |  |
|  |                                  |  |  |  |  |  |  |  |  |  |  |  |  |  |  |  |
|  | 8. Henry Nicholas Coombs         |  |  |  |  |  |  |  |  |  |  |  |  |  |  |  |
|  |                                  |  |  |  |  |  |  |  |  |  |  |  |  |  |  |  |
|  |                                  |  |  |  |  |  |  |  |  |  |  |  |  |  |  |  |
|  | 17. Philicitas Hester Fontenella |  |  |  |  |  |  |  |  |  |  |  |  |  |  |  |
|  |                                  |  |  |  |  |  |  |  |  |  |  |  |  |  |  |  |
|  |                                  |  |  |  |  |  |  |  |  |  |  |  |  |  |  |  |
|  | 4. Nicholas Charles Coombs       |  |  |  |  |  |  |  |  |  |  |  |  |  |  |  |
|  |                                  |  |  |  |  |  |  |  |  |  |  |  |  |  |  |  |
|  |                                  |  |  |  |  |  |  |  |  |  |  |  |  |  |  |  |
|  | 18. Carl Deidrik Leonardt        |  |  |  |  |  |  |  |  |  |  |  |  |  |  |  |
|  |                                  |  |  |  |  |  |  |  |  |  |  |  |  |  |  |  |
|  |                                  |  |  |  |  |  |  |  |  |  |  |  |  |  |  |  |
|  | 9. Beatrice Flora Leonardt       |  |  |  |  |  |  |  |  |  |  |  |  |  |  |  |
|  |                                  |  |  |  |  |  |  |  |  |  |  |  |  |  |  |  |
|  |                                  |  |  |  |  |  |  |  |  |  |  |  |  |  |  |  |
|  | 19. Emily Barber                 |  |  |  |  |  |  |  |  |  |  |  |  |  |  |  |
|  |                                  |  |  |  |  |  |  |  |  |  |  |  |  |  |  |  |
|  |                                  |  |  |  |  |  |  |  |  |  |  |  |  |  |  |  |
|  | 2. Nicholas John Coombs          |  |  |  |  |  |  |  |  |  |  |  |  |  |  |  |
|  |                                  |  |  |  |  |  |  |  |  |  |  |  |  |  |  |  |
|  |                                  |  |  |  |  |  |  |  |  |  |  |  |  |  |  |  |
|  | 20. William Knight Harmer        |  |  |  |  |  |  |  |  |  |  |  |  |  |  |  |
|  |                                  |  |  |  |  |  |  |  |  |  |  |  |  |  |  |  |
|  |                                  |  |  |  |  |  |  |  |  |  |  |  |  |  |  |  |
|  | 10. Robert Joseph Harmer         |  |  |  |  |  |  |  |  |  |  |  |  |  |  |  |
|  |                                  |  |  |  |  |  |  |  |  |  |  |  |  |  |  |  |
|  |                                  |  |  |  |  |  |  |  |  |  |  |  |  |  |  |  |
|  | 21. Catherine Robbins            |  |  |  |  |  |  |  |  |  |  |  |  |  |  |  |
|  |                                  |  |  |  |  |  |  |  |  |  |  |  |  |  |  |  |
|  |                                  |  |  |  |  |  |  |  |  |  |  |  |  |  |  |  |
|  | 5. Olive Mary Harmer             |  |  |  |  |  |  |  |  |  |  |  |  |  |  |  |
|  |                                  |  |  |  |  |  |  |  |  |  |  |  |  |  |  |  |
|  |                                  |  |  |  |  |  |  |  |  |  |  |  |  |  |  |  |
|  | 11. Mildred Brock                |  |  |  |  |  |  |  |  |  |  |  |  |  |  |  |
|  |                                  |  |  |  |  |  |  |  |  |  |  |  |  |  |  |  |
|  |                                  |  |  |  |  |  |  |  |  |  |  |  |  |  |  |  |
|  | 1. Princesa Clara de Bélgica     |  |  |  |  |  |  |  |  |  |  |  |  |  |  |  |
|  |                                  |  |  |  |  |  |  |  |  |  |  |  |  |  |  |  |
|  |                                  |  |  |  |  |  |  |  |  |  |  |  |  |  |  |  |
|  | 24. Antoine Joseph Mertens       |  |  |  |  |  |  |  |  |  |  |  |  |  |  |  |
|  |                                  |  |  |  |  |  |  |  |  |  |  |  |  |  |  |  |
|  |                                  |  |  |  |  |  |  |  |  |  |  |  |  |  |  |  |
|  | 12. Liévin Marie Mertens         |  |  |  |  |  |  |  |  |  |  |  |  |  |  |  |
|  |                                  |  |  |  |  |  |  |  |  |  |  |  |  |  |  |  |
|  |                                  |  |  |  |  |  |  |  |  |  |  |  |  |  |  |  |
|  | 25. Elisabeth Parijs             |  |  |  |  |  |  |  |  |  |  |  |  |  |  |  |
|  |                                  |  |  |  |  |  |  |  |  |  |  |  |  |  |  |  |
|  |                                  |  |  |  |  |  |  |  |  |  |  |  |  |  |  |  |
|  | 6. André Emile Mertens           |  |  |  |  |  |  |  |  |  |  |  |  |  |  |  |
|  |                                  |  |  |  |  |  |  |  |  |  |  |  |  |  |  |  |
|  |                                  |  |  |  |  |  |  |  |  |  |  |  |  |  |  |  |
|  | 26. Philibert Mary               |  |  |  |  |  |  |  |  |  |  |  |  |  |  |  |
|  |                                  |  |  |  |  |  |  |  |  |  |  |  |  |  |  |  |
|  |                                  |  |  |  |  |  |  |  |  |  |  |  |  |  |  |  |
|  | 13. Eva Marie Mary               |  |  |  |  |  |  |  |  |  |  |  |  |  |  |  |
|  |                                  |  |  |  |  |  |  |  |  |  |  |  |  |  |  |  |
|  |                                  |  |  |  |  |  |  |  |  |  |  |  |  |  |  |  |
|  | 27. Celestine Brison             |  |  |  |  |  |  |  |  |  |  |  |  |  |  |  |
|  |                                  |  |  |  |  |  |  |  |  |  |  |  |  |  |  |  |
|  |                                  |  |  |  |  |  |  |  |  |  |  |  |  |  |  |  |
|  | 3. Nicole Eva Mertens            |  |  |  |  |  |  |  |  |  |  |  |  |  |  |  |
|  |                                  |  |  |  |  |  |  |  |  |  |  |  |  |  |  |  |
|  |                                  |  |  |  |  |  |  |  |  |  |  |  |  |  |  |  |
|  | 28. Joseph Sclifet               |  |  |  |  |  |  |  |  |  |  |  |  |  |  |  |
|  |                                  |  |  |  |  |  |  |  |  |  |  |  |  |  |  |  |
|  |                                  |  |  |  |  |  |  |  |  |  |  |  |  |  |  |  |
|  | 14. Adhémar Ephrem Sclifet       |  |  |  |  |  |  |  |  |  |  |  |  |  |  |  |
|  |                                  |  |  |  |  |  |  |  |  |  |  |  |  |  |  |  |
|  |                                  |  |  |  |  |  |  |  |  |  |  |  |  |  |  |  |
|  | 29. Juliette Tricout             |  |  |  |  |  |  |  |  |  |  |  |  |  |  |  |
|  |                                  |  |  |  |  |  |  |  |  |  |  |  |  |  |  |  |
|  |                                  |  |  |  |  |  |  |  |  |  |  |  |  |  |  |  |
|  | 7. Marie Louise Sclifet          |  |  |  |  |  |  |  |  |  |  |  |  |  |  |  |
|  |                                  |  |  |  |  |  |  |  |  |  |  |  |  |  |  |  |
|  |                                  |  |  |  |  |  |  |  |  |  |  |  |  |  |  |  |
|  | 30. Albert Henri Rousseau        |  |  |  |  |  |  |  |  |  |  |  |  |  |  |  |
|  |                                  |  |  |  |  |  |  |  |  |  |  |  |  |  |  |  |
|  |                                  |  |  |  |  |  |  |  |  |  |  |  |  |  |  |  |
|  | 15. Philomène Rousseau           |  |  |  |  |  |  |  |  |  |  |  |  |  |  |  |
|  |                                  |  |  |  |  |  |  |  |  |  |  |  |  |  |  |  |
|  |                                  |  |  |  |  |  |  |  |  |  |  |  |  |  |  |  |
|  | 31. Alix Durant                  |  |  |  |  |  |  |  |  |  |  |  |  |  |  |  |
|  |                                  |  |  |  |  |  |  |  |  |  |  |  |  |  |  |  |
|  |                                  |  |  |  |  |  |  |  |  |  |  |  |  |  |  |  |